# Flo Bojaj
Florent „Flo” Bojaj (ur. 13 kwietnia 1996 w Londynie) – albański piłkarz występujący na pozycji napastnika w niemieckim klubie Kickers Offenbach.

## Kariera klubowa

### Huddersfield Town F.C.
15 sierpnia 2013 dołączył do akademii Huddersfield Town F.C. 1 lipca 2015 został przesunięty do pierwszego zespołu. Zadebiutował 20 października 2015 w meczu EFL Championship przeciwko Milton Keynes Dons F.C. (2:0). Pierwszą bramkę zdobył 8 marca 2016 w meczu ligowym przeciwko Reading F.C. (3:1).

### Kilmarnock F.C.
1 lipca 2016 udał się na półroczne wypożyczenie do szkockiego klubu Kilmarnock F.C. Zadebiutował 16 lipca 2016 w meczu Pucharu Ligi Szkockiej przeciwko Clyde F.C. (1:2). W Scottish Premiership zadebiutował 18 listopada 2016 w meczu przeciwko Celtic F.C. (0:1).

### Newport County A.F.C.
10 stycznia 2017 został wysłany na półroczne wypożyczenie do Newport County A.F.C. Zadebiutował 14 stycznia 2017 w meczu EFL League Two przeciwko Colchester United F.C. (1:1).

### Welling United F.C.
8 września 2017 podpisał kontrakt z Welling United F.C. Zadebiutował 9 września 2017 w meczu National League South przeciwko Poole Town F.C. (2:0).

### Pirin Błagojewgrad
14 lutego 2018 przeszedł do bułgarskiego klubu Pirin Błagojewgrad. Zadebiutował 18 lutego 2018 w meczu efbet Liga przeciwko Łokomotiw Płowdiw (1:0). Pierwszą bramkę zdobył 5 kwietnia 2018 w meczu ligowym przeciwko Witosza Bistrica (1:3).

### Etyr Wielkie Tyrnowo
17 lipca 2018 podpisał kontrakt z drużyną SFK Etyr Wielkie Tyrnowo. Zadebiutował 27 lipca 2018 w meczu efbet Liga przeciwko Wereja Stara Zagora (1:0). Pierwszą bramkę zdobył 25 sierpnia 2018 w meczu ligowym przeciwko Lewski Sofia (1:2).

### Kickers Offenbach
3 sierpnia 2020 przeszedł do niemieckiego klubu Kickers Offenbach. Zadebiutował 11 września 2020 w meczu Fußball-Regionalliga przeciwko SG Sonnenhof Großaspach (0:2), w którym zdobył swoją pierwszą bramkę.

## Statystyki

### Klubowe
(aktualne na dzień 13 grudnia 2020)
| Klub                   | Sezon              | Liga                  | Liga  | Liga   | Puchar kraju | Puchar kraju | Puchar ligi | Puchar ligi | Suma  | Suma   |
| Klub                   | Sezon              | Liga                  | Mecze | Bramki | Mecze        | Bramki       | Mecze       | Bramki      | Mecze | Bramki |
| ---------------------- | ------------------ | --------------------- | ----- | ------ | ------------ | ------------ | ----------- | ----------- | ----- | ------ |
| Huddersfield Town F.C. | 2015/16            | EFL Championship      | 8     | 1      | 0            | 0            | 0           | 0           | 8     | 1      |
| Huddersfield Town F.C. | Ogólnie            | Ogólnie               | 8     | 1      | 0            | 0            | 0           | 0           | 8     | 1      |
| Kilmarnock F.C.        | 2016/17            | Scottish Premiership  | 2     | 0      | 0            | 0            | 3           | 0           | 5     | 0      |
| Kilmarnock F.C.        | Ogólnie            | Ogólnie               | 2     | 0      | 0            | 0            | 3           | 0           | 5     | 0      |
| Newport County A.F.C.  | 2016/17            | EFL League Two        | 1     | 0      | 0            | 0            | 0           | 0           | 1     | 0      |
| Newport County A.F.C.  | Ogólnie            | Ogólnie               | 1     | 0      | 0            | 0            | 0           | 0           | 1     | 0      |
| Welling United F.C.    | 2017/18            | National League South | 3     | 0      | 0            | 0            | –           | –           | 3     | 0      |
| Welling United F.C.    | Ogólnie            | Ogólnie               | 3     | 0      | 0            | 0            | 0           | 0           | 3     | 0      |
| Pirin Błagojewgrad     | 2017/18            | efbet Liga            | 14    | 5      | 0            | 0            | –           | –           | 14    | 5      |
| Pirin Błagojewgrad     | Ogólnie            | Ogólnie               | 14    | 5      | 0            | 0            | 0           | 0           | 14    | 5      |
| Etyr Wielkie Tyrnowo   | 2018/19            | efbet Liga            | 30    | 5      | 1            | 0            | –           | –           | 31    | 5      |
| Etyr Wielkie Tyrnowo   | 2019/20            | efbet Liga            | 17    | 1      | 0            | 0            | –           | –           | 17    | 1      |
| Etyr Wielkie Tyrnowo   | Ogólnie            | Ogólnie               | 47    | 6      | 1            | 0            | 0           | 0           | 48    | 6      |
| Kickers Offenbach      | 2020/21            | Fußball-Regionalliga  | 11    | 3      | 0            | 0            | –           | –           | 11    | 3      |
| Kickers Offenbach      | Ogólnie            | Ogólnie               | 11    | 3      | 0            | 0            | 0           | 0           | 11    | 3      |
| Ogólnie w karierze     | Ogólnie w karierze | Ogólnie w karierze    | 86    | 15     | 1            | 0            | 3           | 0           | 90    | 15     |